# ミリタリー型トローラー
ミリタリー型トローラー（英語: Military-class trawler）は、イギリス海軍が運用していた武装トローラーの艦級。
1941年度から1943年度にかけて9隻が発注された。イギリス海軍が第二次世界大戦中に建造した哨戒トローラーとしてはもっとも大型の艦級であり、フラワー型コルベットとしばしば対比される。